# Matter (estàndard)
Matter, abans Project Connected Home over IP (amb acrònim anglés CHIP), és un estàndard propietari per a la domòtica que està lliure de drets d'autor, amb els fabricants només incorrent en costos de certificació. Anunciat el 18 de desembre de 2019, Matter pretén reduir la fragmentació entre diferents proveïdors i aconseguir la interoperabilitat entre els dispositius domèstics intel·ligents i les plataformes d'Internet de les coses (IoT) de diferents proveïdors. El grup del projecte va ser llançat i presentat per Amazon, Apple, Google, Comcast i la Zigbee Alliance, ara Connectivity Standards Alliance (CSA). Els membres posteriors inclouen IKEA, Huawei i Schneider. Les actualitzacions de programari compatibles amb Matter per a molts concentradors existents van estar disponibles a finals de 2022, amb dispositius habilitats per Matter i les actualitzacions de programari expected to be released during 2023.
La versió 1.0 de l'especificació es va publicar el 4 d'octubre de 2022. L'especificació de l'assumpte es proporciona sense cap cost a petició després de proporcionar el nom complet, el nom de l'empresa, l'adreça de correu electrònic i el consentiment de la seva política de privadesa, però no es pot redistribuir sense el permís de CSA. El kit de desenvolupament de programari Matter és de codi obert sota la llicència Apache.
L'estàndard es basa en el protocol d'Internet (IP) i funciona mitjançant un o diversos encaminadors de frontera compatibles, evitant l'ús de múltiples concentradors propietaris. Els productes Matter funcionen de manera local i no depenen d'una connexió a Internet, tot i que l'estàndard està dissenyat per parlar amb el núvol fàcilment. Està pensat per habilitar multiplataforma de dispositius domèstics intel·ligents, aplicacions mòbils i serveis al núvol, i defineix un conjunt específic de tecnologies de xarxa basades en IP per a la certificació de dispositius.
Es preveu que les actualitzacions de l'estàndard es produeixin cada sis mesos, tot i que s'espera que la propera versió es publiqui 18 mesos després de la publicació de la primera versió i inclou noves funcions, dispositius, tipus de dispositius i mètodes de certificació.
- La versió 1.0 de l'especificació es va publicar el 4 d'octubre de 2022.[2] Va introduir suport per a productes d'il·luminació (com ara endolls d'alimentació elèctrica, llums i interruptors elèctrics), panys de portes, termòstats i controladors de calefacció, ventilació i aire condicionat, persianes i cortines, sensors de seguretat per a la llar (com ara sensors de portes, finestres i de moviment). i televisors i reproductors de vídeo en streaming.[3]
- A partir del 2022, s'espera que la versió 2.0 de l'especificació es publiqui al març - abril de 2023. Tot i que els detalls encara no estan disponibles, el grup de treball ha estat treballant en el suport a aspiradores robotitzades, detecció de moviment i presència ambiental, detectors de fum i monòxid de carboni, detecció i controls ambientals, sensors de tancament, gestió energètica, punts d'accés Wi-Fi, càmeres i grans electrodomèstics.[4]